# Abraham Brueghel

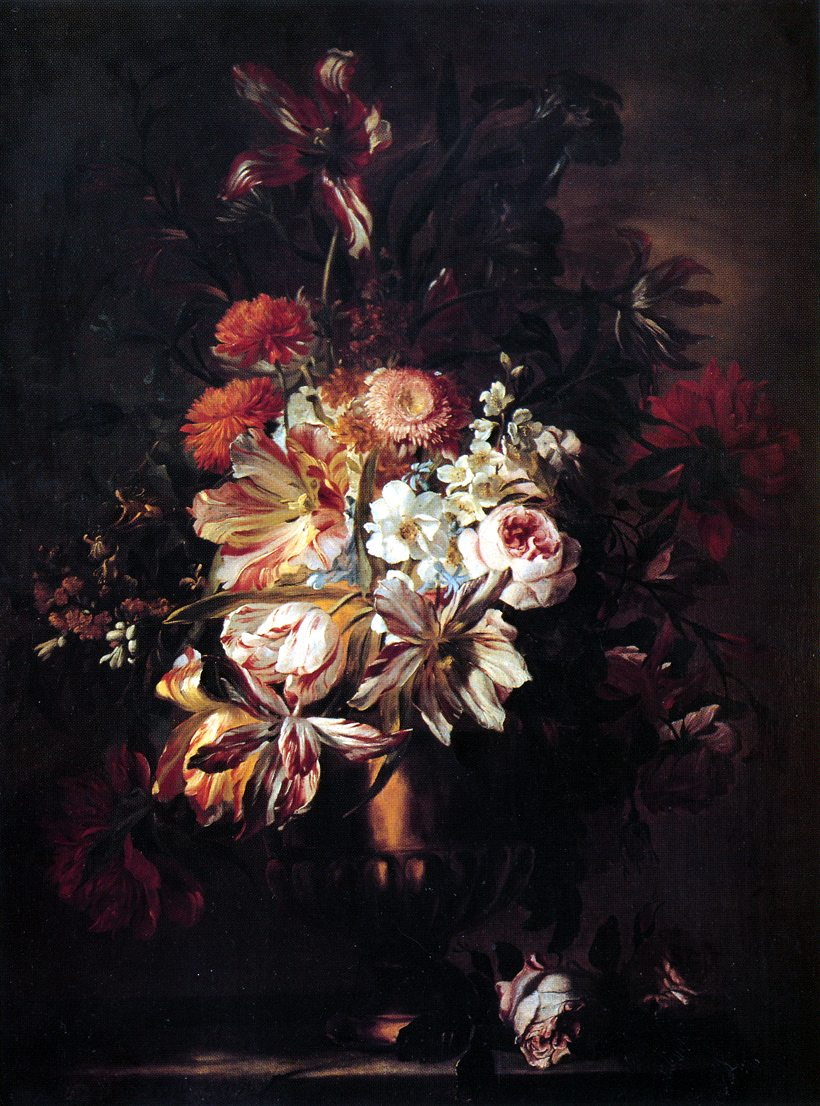
A. Brueghel, Bloemen in een bronzen vaas (1670)

Abraham Brueghel (gedoopt Antwerpen, 28 november 1631 - Napels, 1690 of 1697) was een Zuid-Nederlands kunstschilder uit de barokperiode. Hij was een telg van de schildersfamilie Brueghel en schilderde vooral Italiaanse stillevens. Hij kreeg ook de bijnaam Rijngraaf. Hij gebruikte zonder onderscheid A. Bruegel, A. Brueghel of A. Breughel als handtekening.

## Levensloop
Abraham Brueghel was de tweede zoon van Jan Brueghel de Jonge. De jonge Brueghel, die zijn opleiding van zijn vader genoot, kreeg al op 15-jarige leeftijd faam als kunstschilder met een klein bloemstuk. In het begin volgde hij de stijl van zijn vader maar al vlug ging hij zich toeleggen op stillevens van bloemen en fruit. Zijn werk werd, zoals die van zijn vader, beïnvloed door Daniël Seghers.
In 1649, toen Brueghel 18 jaar oud was, trok hij naar Italië om er op Sicilië te gaan schilderen in opdracht van prins Antonio Ruffo. Reeds in 1649 had hij negen bloemstukken aangeboden aan de echtgenote van zijn mecenas. Hij kreeg van hem de ene opdracht na de andere. In 1664 bezat de prins vijftien bloemstukken, twee stillevens met vruchten en negen landschappen.
Gedurende zijn hele leven zou Brueghel nog een aantal maal vertoeven op Sicilië om er in opdracht van de familie te schilderen. Tien jaar later, in 1659, vestigde hij zich in Rome en trouwde er het jaar nadien met een Romeinse Angela Boratti.  Brueghel werd lid van de Bentvueghels, een vereniging van voornamelijk Nederlandse en Vlaamse kunstenaars actief in Rome, met de bijnaam (de zogenaamde 'bentnaam') Rhijngraef. Hij verbleef er van 1659 tot 1670, met twee tussentijdse reizen naar Sicilië.
Vanaf dan begon zijn beste periode als schilder van stillevens met een overvloed aan zuidelijke vruchten en bloemen, meestal tegen een achtergrond van een landschap of voorgesteld in een mand of kostbare vazen.  Hij was hierin een bekwaam vakman. De menselijke figuren op zijn schilderijen werden geschilderd door bekende Italiaanse schilders zoals Guglielmo Cortese, Giovan Battista Gaulli, Carlo Maratta en Giaconti Brandi, die, zoals gebruikelijk, het schilderij niet ondertekenden. Op 3 augustus 1670 werd hij uitgenodigd lid te worden en les te geven aan de Academia di San Luca, de beroemde Romeinse kunstacedemie. 
Hij schilderde ook een aantal Guirlandes om een cartouche in de stijl van Daniel Seghers. Maar hij slaagde erin deze stijl te verruimen en op een andere wijze de beweging en de overdaad voor te stellen. Ook de cartouche wordt zwaarder en bevat voorstellingen van dieren en muscarons.
Het jaar nadien reisde Brueghel regelmatig naar Napels en vestigde er zich voorgoed in 1674. Hij bleef er actief tot in 1690. Drie van zijn vier kinderen werden hier geboren: Pompilio in 1674, Giovanni-Antonio en Maddalene in 1684.  Hij droeg hier in zekere mate bij tot de bloei van de plaatselijke schildersschool van stillevens. Sommige bronnen geven aan dat hij in dat jaar eveneens stierf terwijl meer recente bronnen aangeven dat Brueghel in 1697 stierf. Op het einde van zijn leven kwam hij in financiële problemen. Pompilio, die werkte voor de Banco di San Spirito, moest zijn moeder financieel bijspringen. Zijn ongehuwde  zuster Maddalena, die samenwoonde met haar oudste broer Gaspare ("een middelmatig en lui schilder"), moest al de werken van haar vader verkopen.

## Genealogie
|                                                      |                                                      |                                                      |                                                      | Pieter Bruegel de Oude ca 1525-1569 de Boerenbrueghel |                                                      |  |  |                                                     |                                                     |                                                     |                                                     |                                                     |                                                     |  |  |                         |                         |                         |                         |                             |                             |                             |                             |                             |                             |                            |                            |                            |                            |  |  |                           |                           |                           |                           |                           |                           |  |  |  |  |  |  |  |  |  |  |  |  |  |  |  |  |  |  |
|                                                      |                                                      |                                                      |                                                      |                                                       |                                                      |  |  |                                                     |                                                     |                                                     |                                                     |                                                     |                                                     |  |  |                         |                         |                         |                         |                             |                             |                             |                             |                             |                             |                            |                            |                            |                            |  |  |                           |                           |                           |                           |                           |                           |  |  |  |  |  |  |  |  |  |  |  |  |  |  |  |  |  |  |
|                                                      |                                                      |                                                      |                                                      |                                                       |                                                      |  |  |                                                     |                                                     |                                                     |                                                     |                                                     |                                                     |  |  |                         |                         |                         |                         |                             |                             |                             |                             |                             |                             |                            |                            |                            |                            |  |  |                           |                           |                           |                           |                           |                           |  |  |  |  |  |  |  |  |  |  |  |  |  |  |  |  |  |  |
| Pieter Brueghel de Jonge 1564-1638 de Helse Brueghel | Pieter Brueghel de Jonge 1564-1638 de Helse Brueghel | Pieter Brueghel de Jonge 1564-1638 de Helse Brueghel | Pieter Brueghel de Jonge 1564-1638 de Helse Brueghel | Pieter Brueghel de Jonge 1564-1638 de Helse Brueghel  | Pieter Brueghel de Jonge 1564-1638 de Helse Brueghel |  |  | Jan Brueghel de Oude 1568-1625 de Fluwelen Brueghel | Jan Brueghel de Oude 1568-1625 de Fluwelen Brueghel | Jan Brueghel de Oude 1568-1625 de Fluwelen Brueghel | Jan Brueghel de Oude 1568-1625 de Fluwelen Brueghel | Jan Brueghel de Oude 1568-1625 de Fluwelen Brueghel | Jan Brueghel de Oude 1568-1625 de Fluwelen Brueghel |  |  |                         |                         |                         |                         |                             |                             |                             |                             | David Teniers I 1592-1649   | David Teniers I 1592-1649   | David Teniers I 1592-1649  | David Teniers I 1592-1649  | David Teniers I 1592-1649  | David Teniers I 1592-1649  |  |  |                           |                           |                           |                           |                           |                           |  |  |  |  |  |  |  |  |  |  |  |  |  |  |  |  |  |  |
| Pieter Brueghel de Jonge 1564-1638 de Helse Brueghel | Pieter Brueghel de Jonge 1564-1638 de Helse Brueghel | Pieter Brueghel de Jonge 1564-1638 de Helse Brueghel | Pieter Brueghel de Jonge 1564-1638 de Helse Brueghel | Pieter Brueghel de Jonge 1564-1638 de Helse Brueghel  | Pieter Brueghel de Jonge 1564-1638 de Helse Brueghel |  |  | Jan Brueghel de Oude 1568-1625 de Fluwelen Brueghel | Jan Brueghel de Oude 1568-1625 de Fluwelen Brueghel | Jan Brueghel de Oude 1568-1625 de Fluwelen Brueghel | Jan Brueghel de Oude 1568-1625 de Fluwelen Brueghel | Jan Brueghel de Oude 1568-1625 de Fluwelen Brueghel | Jan Brueghel de Oude 1568-1625 de Fluwelen Brueghel |  |  |                         |                         |                         |                         |                             |                             |                             |                             | David Teniers I 1592-1649   | David Teniers I 1592-1649   | David Teniers I 1592-1649  | David Teniers I 1592-1649  | David Teniers I 1592-1649  | David Teniers I 1592-1649  |  |  |                           |                           |                           |                           |                           |                           |  |  |  |  |  |  |  |  |  |  |  |  |  |  |  |  |  |  |
|                                                      |                                                      |                                                      |                                                      |                                                       |                                                      |  |  |                                                     |                                                     |                                                     |                                                     |                                                     |                                                     |  |  |                         |                         |                         |                         |                             |                             |                             |                             |                             |                             |                            |                            |                            |                            |  |  |                           |                           |                           |                           |                           |                           |  |  |  |  |  |  |  |  |  |  |  |  |  |  |  |  |  |  |
| Ambrosius Brueghel 1617-1675                         | Ambrosius Brueghel 1617-1675                         | Ambrosius Brueghel 1617-1675                         | Ambrosius Brueghel 1617-1675                         | Ambrosius Brueghel 1617-1675                          | Ambrosius Brueghel 1617-1675                         |  |  | Jan Brueghel de Jonge 1601-1678                     | Jan Brueghel de Jonge 1601-1678                     | Jan Brueghel de Jonge 1601-1678                     | Jan Brueghel de Jonge 1601-1678                     | Jan Brueghel de Jonge 1601-1678                     | Jan Brueghel de Jonge 1601-1678                     |  |  | Anna Brueghel 1620-1656 | Anna Brueghel 1620-1656 | Anna Brueghel 1620-1656 | Anna Brueghel 1620-1656 | Anna Brueghel 1620-1656     | Anna Brueghel 1620-1656     |                             |                             | David Teniers II 1610-1690  | David Teniers II 1610-1690  | David Teniers II 1610-1690 | David Teniers II 1610-1690 | David Teniers II 1610-1690 | David Teniers II 1610-1690 |  |  | Abraham Teniers 1626-1670 | Abraham Teniers 1626-1670 | Abraham Teniers 1626-1670 | Abraham Teniers 1626-1670 | Abraham Teniers 1626-1670 | Abraham Teniers 1626-1670 |  |  |  |  |  |  |  |  |  |  |  |  |  |  |  |  |  |  |
| Ambrosius Brueghel 1617-1675                         | Ambrosius Brueghel 1617-1675                         | Ambrosius Brueghel 1617-1675                         | Ambrosius Brueghel 1617-1675                         | Ambrosius Brueghel 1617-1675                          | Ambrosius Brueghel 1617-1675                         |  |  | Jan Brueghel de Jonge 1601-1678                     | Jan Brueghel de Jonge 1601-1678                     | Jan Brueghel de Jonge 1601-1678                     | Jan Brueghel de Jonge 1601-1678                     | Jan Brueghel de Jonge 1601-1678                     | Jan Brueghel de Jonge 1601-1678                     |  |  | Anna Brueghel 1620-1656 | Anna Brueghel 1620-1656 | Anna Brueghel 1620-1656 | Anna Brueghel 1620-1656 | Anna Brueghel 1620-1656     | Anna Brueghel 1620-1656     |                             |                             | David Teniers II 1610-1690  | David Teniers II 1610-1690  | David Teniers II 1610-1690 | David Teniers II 1610-1690 | David Teniers II 1610-1690 | David Teniers II 1610-1690 |  |  | Abraham Teniers 1626-1670 | Abraham Teniers 1626-1670 | Abraham Teniers 1626-1670 | Abraham Teniers 1626-1670 | Abraham Teniers 1626-1670 | Abraham Teniers 1626-1670 |  |  |  |  |  |  |  |  |  |  |  |  |  |  |  |  |  |  |
|                                                      |                                                      |                                                      |                                                      |                                                       |                                                      |  |  |                                                     |                                                     |                                                     |                                                     |                                                     |                                                     |  |  |                         |                         |                         |                         |                             |                             |                             |                             |                             |                             |                            |                            |                            |                            |  |  |                           |                           |                           |                           |                           |                           |  |  |  |  |  |  |  |  |  |  |  |  |  |  |  |  |  |  |
|                                                      |                                                      |                                                      |                                                      |                                                       |                                                      |  |  | Abraham Brueghel 1631-1690                          | Abraham Brueghel 1631-1690                          | Abraham Brueghel 1631-1690                          | Abraham Brueghel 1631-1690                          | Abraham Brueghel 1631-1690                          | Abraham Brueghel 1631-1690                          |  |  |                         |                         |                         |                         | David Teniers III 1638-1685 | David Teniers III 1638-1685 | David Teniers III 1638-1685 | David Teniers III 1638-1685 | David Teniers III 1638-1685 | David Teniers III 1638-1685 |                            |                            |                            |                            |  |  |                           |                           |                           |                           |                           |                           |  |  |  |  |  |  |  |  |  |  |  |  |  |  |  |  |  |  |
|                                                      |                                                      |                                                      |                                                      |                                                       |                                                      |  |  | Abraham Brueghel 1631-1690                          | Abraham Brueghel 1631-1690                          | Abraham Brueghel 1631-1690                          | Abraham Brueghel 1631-1690                          | Abraham Brueghel 1631-1690                          | Abraham Brueghel 1631-1690                          |  |  |                         |                         |                         |                         | David Teniers III 1638-1685 | David Teniers III 1638-1685 | David Teniers III 1638-1685 | David Teniers III 1638-1685 | David Teniers III 1638-1685 | David Teniers III 1638-1685 |                            |                            |                            |                            |  |  |                           |                           |                           |                           |                           |                           |  |  |  |  |  |  |  |  |  |  |  |  |  |  |  |  |  |  |
|                                                      |                                                      |                                                      |                                                      |                                                       |                                                      |  |  |                                                     |                                                     |                                                     |                                                     |                                                     |                                                     |  |  |                         |                         |                         |                         | David Teniers IV 1672–1731  |                             |                             |                             |                             |                             |                            |                            |                            |                            |  |  |                           |                           |                           |                           |                           |                           |  |  |  |  |  |  |  |  |  |  |  |  |  |  |  |  |  |  |

## Werken (selectie)
- Vrouw met fruit (1669), in het Louvre (Parijs)
- Granaatappel en ander fruit, in het Metropolitan Museum of Art (New York)
- Bloemen en vruchten (1677), in de Koninklijke Musea voor Schone Kunsten van België (Brussel)
- Fruit Stilleven (1670)
- Bloemenkrans (1660)